# Christiane Lütge

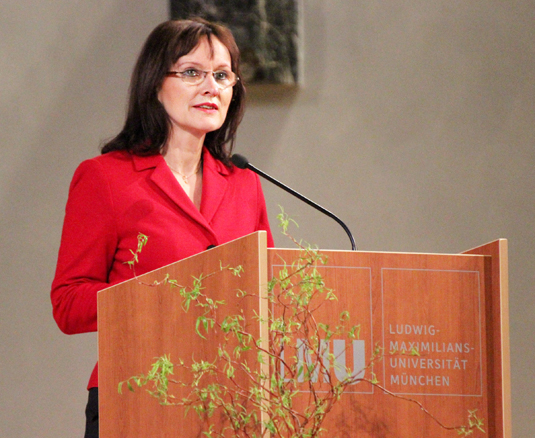
Christiane Lütge (2019)

Christiane Lütge (Geburtsname Christiane Baumgardt; geb. 21. Juni 1969 in Helmstedt) ist eine deutsche Anglistin und Fremdsprachendidaktikerin an der Ludwig-Maximilians-Universität München. Sie ist Direktorin des Münchner Zentrums für Lehrerbildung.

## Leben
Christiane Lütge legte das Erste und Zweite Staatsexamen in den Fächern Englisch und Geschichte für das Lehramt an Gymnasien ab. Sie war wissenschaftliche Mitarbeiterin an der Universität Hannover, als Studienrätin im Schuldienst tätig und anschließend Postdoktorandin an der Universität Bremen. Von 2008 bis 2009 war sie Professorin für englische Literatur und ihre Didaktik an der Universität Hildesheim sowie von 2009 bis 2011 Professorin für Englischdidaktik an der Universität Mainz. Von 2011 bis 2015 hatte sie den Lehrstuhl für Englischdidaktik an der Universität Münster inne. 2015 wurde sie auf den Lehrstuhl für Englischdidaktik an der Ludwig-Maximilians-Universität München berufen. Seit 1. Oktober 2018 ist sie zudem Direktorin des Münchner Zentrums für Lehrerbildung.

## Schriften (Auswahl)
- Global Citizenship in Foreign Language Education. Concepts, Practices, Connections. Routledge, New York 2023 (eds.), ISBN 9781000686524
- Foreign Language Learning in the Digital Age. Theory and Pedagogy for Developing Literacies. Routledge, New York 2022 (ed.), ISBN 9781000512434
- Drama in Foreign Language Education. LIT, Münster 2021 (eds.), ISBN 9783643964694
- Digital Teaching and Learning: Perspectives for English Language Education. Narr, Tübingen 2021 (eds.), ISBN  9783823302094
- The praxis of diversity. Palgrave Macmillan. London/New York 2020 (eds.), ISBN 9783030260781
- Grundthemen der Literaturwissenschaft: Literaturdidaktik. De Gruyter, Berlin/Boston 2019 (Hrsg.), ISBN 978-3-11-040120-2.
- Englisch-Methodik (3. überarbeitete Auflage) · Handbuch für die Sekundarstufe I und II. Cornelsen-Skriptor, Berlin 2018 (Hrsg.), ISBN 978-3-589-15441-8.
- Crossovers. Postcolonial Studies and Transcultural Learning. Münster 2017 (Hrsg.), ISBN 978-3-643-90878-0.
- Global Education in English Language Teaching. Münster 2015 (Hrsg.), ISBN 978-3-643-90668-7.
- Shakespeare in the EFL Classroom. Heidelberg 2014 (Hrsg.), ISBN 978-3-8253-6236-2.
- Children’s Literature in Second Language Education. London 2013 (Hrsg.), ISBN 978-1-4725-7627-9.
- Mit Filmen Englisch unterrichten. Cornelsen-Skriptor, Berlin 2012, ISBN 978-3-589-23294-9.

## Zeitschriftenartikel (Auswahl)
- Lütge, Christiane / Zhang, Xiao (2024): "Teacher cognition about intercultural communicative competence (ICC): a comparative study of English-major and German-major pre-service teachers in China". Language Awareness Volume 33, 1-21. DOI:10.1080/09658416.2024.2376748[2]
- Lütge, Christiane / Zhang, Xiao (2024): "Understanding Chinese international students’ language ideologies and multilingual practices in English-medium instruction programs in Germany". Language and Education Volume 38, 1-19. DOI:10.1080/09500782.2024.2348594
- Lütge, Christiane / Zhang, Xiao (2024): “A narrative inquiry of a Chinese international student’s language experiences in a multilingual university in Germany”. Journal of Multilingual and Multicultural Development. DOI:10.1080/01434632.2024.2339518
- Benini, Silvia / Biagi, Fiora / Bracci, Lavinia / Čekseand, Ireta / Erdemgil, Yasemin / Giralt, Marta / Lütge, Christiane / Merse, Thorsten / Murray, Liam / Mustroph, Claudia / Senos, Susana / Simõnes, Ana Raquel (2024): “Towards the Integration of Digital Citizenship in Foreign Language Education: concepts, practices and training”. Enseignement et apprentissage des langues et éducation à la citoyenneté numérique Volume 26, Number 1. DOI:10.4000/alsic.6904
- Lütge, Christiane (2024): “Revisiting Cultural and Global Learning? The Impact of Digital Citizenship on Foreign Language Education”. ALSIC : apprentissage des langues et systèmes d'information et de communication Volume 26, Number 1. DOI:10.4000/alsic.7164
- Lütge, Christiane / Zhang, Xiao (2023): “Home culture and its effects on English as a lingua franca communication: Voices from Chinese students at a United Kingdom university”. Frontiers in Psychology 14/2023. DOI:10.3389/fpsyg.2023.1057315
- Lütge, Christiane (2022): “Digital Citizenship Education: Perspectives for Foreign Language Teaching”. JACET 37th Chubu Journal Volume 20.
- Lütge, Christiane (2022): “Digital Citizenship Education: Perspectives for Foreign Language Teaching” (デジタル・シティズンシップ教育 外国語教育への視点) JACET 37th Chubu Journal Volume 20. (japanisch)
- Lütge, Christiane (2022): “Virtual and Visionary? (Re)considering Foreign Language Education in Digitally Augmented, Virtual and AI Environments”. Anglistik 33/1, 131 – 145. DOI:10.33675/ANGL/2022/1/12
- Lütge, Christiane (2022): “Local teachers’ English-German codeswitching in English- medium instruction (EMI): voices from international students at a German university”. Journal of Multilingual and Multicultural Development. DOI:10.1080/01434632.2022.2062366
- Lütge, Christiane / Zhang, Xiao / Zou, Lili (2021): “Investigating international students’ attitudes toward local teachers’ L1 use and learning practices in English- medium instruction in Germany: a Chinese case study”. Journal of Multilingual and Multicultural Development, p. 1-15 DOI:10.1080/01434632.2021.1986053
- Lütge, Christiane (2021): “The introduction and Implications of European Framework for the Digital Competence of Educators”. Journal of Open Learning. (03),47-54. DOI:10.19605/j.cnki.kfxxyj.2021.03.006 (chinesisch).
- Lütge, Christiane / Merse, Thorsten / Owczarek, Claudia / Stannard, Michelle (2019): "Crossovers: Digitalization and Literature in Foreign Language Education.” Studies in Second Language Learning and Teaching 3/2019, 519-540.